# Konrad Huber (Maler, 1920)
Konrad Huber (* 9. Januar 1920 in Prien am Chiemsee; † 19. Januar 2015 ebenda) war ein deutscher Maler, der überwiegend in Oberbayern tätig war.
Von 1935 bis 1937 machte Huber seine Malerlehre, war Teilnehmer am Zweiten Weltkrieg von 1939 bis 1945.
Im Jahre 1949 schließlich trat Huber ein Studium an der Akademie der Bildenden Künste in München bei Josef Hillerbrand an, mit einem Schwerpunkt auf angewandte Malerei. Dieses Studium schloss er 1956 mit dem Titel „akademischer Kunstmaler“ ab.
Von 1967 bis 2002 war er Jurymitglied der Sommerausstellungen „Kunst im Chiemgau“ in Prien am Chiemsee.
Im Jahr 1974 gründete Huber zusammen mit anderen Künstlern die „Priener Kalendergemeinschaft“, in der er bis 1994 aktives Mitglied war. Dazu war Huber im Jahr 1975 Mitbegründer der „Priener Künstlergruppe“ und der „Priener Weihnachtsausstellung“, deren Mitglied er ebenfalls bis 1994 blieb.
Konrad Huber war Träger der Ehrenmünze des Marktes Prien am Chiemsee.